# ياسر حجيرات
ياسر حجيرات (بالإنجليزية: Yasir Hujeirat، وبالعبرية: יאסר חוג'יראת)، (19 ديسمبر/كانون الأول 1965) هو سياسي وباحث أكاديمي فلسطيني، عضو في البرلمان الإسرائيلي ضمن القائمة العربية الموحدة عن الحركة الإسلامية، مؤسس ومدير سابق لمختبر الوراثة الجزيئية في مستشفى العفولة في إسرائيل حتى عام 2008.

## حياته
ولد حجيرات لعائلة عربية من قرية بئر المكسور داخل الخطّ الأخضر، متزوج وأب لستة أطفال، ويعيش في قرية بئر المكسور. أنهى دراسة البكالوريوس في الجامعة العبرية في القدس بتخصص علم الأحياء، ثمّ أنهى دراسة الماجستير في الكيمياء الحيوية في الجامعة ذاتها، كما ويحمل درجة الدكتوراة في علم الوراثة من الجامعة العبرية أيضًا، ثمّ التحق بالمعهد الملكي لأبحاث السرطان في لندن، انجلترا لينهي دراسته للبوست دكتوراة في علم الوراثة لسرطان الثدي.
1. ↑   https://main.knesset.gov.il/mk/Apps/mk/mk-personal-details/1103. {{استشهاد ويب}}: |url= بحاجة لعنوان (مساعدة) والوسيط |title= غير موجود أو فارغ (من ويكي بيانات) (مساعدة)
2. ↑  "موقع الكنيست". knesset.gov.il. مؤرشف من الأصل في 2023-03-26. اطلع عليه بتاريخ 2023-01-10.
3. ↑  Issa، Rashed (17 نوفمبر 2022). "ياسر حجيرات نائب عربي جديد في الكنيست.. عاش يتيماً وحاز على الدكتوراة في الهندسة الوراثية وسيتابع القضايا الاجتماعية". القدس العربي. مؤرشف من الأصل في 2023-01-10. اطلع عليه بتاريخ 2023-01-10.
4. ↑  Gader، Adham (6 سبتمبر 2022). "مصادر لـ زوفة : الدكتور ياسر حجيرات المرشح الخامس في القائمة العربية الموحدة". زوفة. مؤرشف من الأصل في 2023-01-10. اطلع عليه بتاريخ 2023-01-10.